# Легар, Франц
Франц (Фе́ренц) Лега́р (нем. Franz Lehár, венг. Lehár Ferenc; 30 апреля 1870, Комарно, Австро-Венгрия — 24 октября 1948, Бад-Ишль, Австрия) — венгерский и австрийский композитор, дирижёр. Наряду с Иоганном Штраусом и Имре Кальманом — крупнейший композитор венской оперетты, основоположник её «неовенского» этапа в начале XX века.
Легар написал более 20 оперетт, насыщенных яркой, нешаблонной музыкой. Из них наиболее известны «Весёлая вдова» (1905), «Граф Люксембург» (1909), «Цыганская любовь» (1910), «Там, где жаворонок поёт» (1918), «Паганини» (1925), «Царевич» (1926). Арии из его оперетт занимают достойное место в репертуаре лучших певцов и певиц мира: Николая Гедды, Элизабет Шварцкопф, Монтсеррат Кабалье, Лучано Паваротти, Пласидо Доминго и многих других.
Оперетты Легара — это глубоко авторский музыкальный театр, отмеченный яркой индивидуальностью композитора, «неконтролируемой лирической силой» его музыки. Отличительной особенностью оперетт Легара (особенно поздних) является драматизм сюжета, впечатляющий мелодический лиризм, единство музыкально-драматического действия, глубокий, фактически оперный, психологизм музыкальных характеристик. Ещё одна особенность — широкое использование национальной мелодики, австрийской, венгерской и славянской.

## Биография

### Ранние годы

Пятилетний Франц Легар с матерью Христиной. 1875

Франц Легар родился в австро-венгерском городе Коморн, в наши дни этот город разделён на две части — словацкое Комарно и венгерский Комаром. Будущий композитор был первенцем в семье военного капельмейстера Франца Легара-старшего и его жены Христины Нойбрандт. Среди предков Легара были немцы, венгры, возможно — славяне. В семье, кроме Франца, родились ещё трое младших детей — Анна-Мария (Маришка), Антон (1876—1962) и Эмми. Языком общения в семье был венгерский.
Население города было смешанным, и будущий композитор с детства был окружён многокрасочной музыкальной средой венгерской, австрийской и славянской мелодики; это обстоятельство во многом определило космополитическую широту, оригинальность и яркость его музыкальной палитры. Оркестр отца постоянно путешествовал по всей Австро-Венгрии, юный Легар изучал разные языки и культуры, и это также впоследствии оказало влияние на его творчество: «венцам он казался венцем. венграм — венгром, чехам — чехом, полякам и словакам — поляком и словаком». Сам Легар признавался: «Я заключил в себе столь интенсивно венгерскую, славянскую и венскую музыку, что неосознанно возвращаю эту смесь всем этим нациям в моей музыке. Это является именно моим отличием».
Уже в пять лет Франц-младший знал ноты, играл на скрипке и блестяще импровизировал на фортепиано. Начальное образование он получил в Будапештской гимназии, одновременно занимаясь музыкой под руководством Иштвана Томки. Потом два года изучал немецкий язык в чешской Моравии. В 12 лет Легар поступил в Академию музыки Богемии (ныне Пражская консерватория) по классу скрипки, учителем его был Антонин Бенневиц. Закончил обучение в 18 лет (1888). Антонин Дворжак отметил богатые творческие способности Легара и рекомендовал ему оставить скрипку и заняться композицией. Уроки композиции Легар брал у Фибиха втайне от отца, который считал, что, став скрипачом, сын обеспечит себе настоящий заработок.
Несколько месяцев Легар работал скрипачом-концертмейстером в Бармен-Эльберфельде (1888 год), затем стал скрипачом и помощником дирижёра в отцовском военном оркестре, расквартированном тогда в Вене. Чтобы не платить театру неустойку при разрыве контракта, Легар попросил отца устроить ему призыв в армию. Одним из скрипачей в венском оркестре был молодой Лео Фалль, ставший другом Легара. В австрийской армии Легар числился 14 лет (1888—1902).

### Начало творчества (1894—1902)

Легар — военный капельмейстер. Орден он получил в 1894 году за блестящее выступление в честь визита германского императора Вильгельма II

В 1890 году 20-летний Легар ушёл из отцовского оркестра и стал военным капельмейстером в Лошонце, самым молодым капельмейстером в истории страны. К этому времени относятся его первые композиции — марши, песни, вальсы (были изданы два марша и вальс «Чары любви»). Одновременно Легар пробовал свои силы в музыке для театра. Две первые оперы («Кирасир» и «Родриго») остались незаконченными.
В 1894 году Легар перевёлся на флот и стал капельмейстером военно-морского оркестра в портовом городе Пула (ныне Хорватия). Здесь в 1895 году появилась на свет его первая опера «Кукушка» (Kukuschka), на сюжет из русской жизни, либретто было основано на книге очерков американского журналиста Джорджа Кеннана «Сквозь Сибирь». Герои — политический ссыльный Алексей и его возлюбленная Татьяна — с весенним зовом кукушки бегут из сибирской ссылки. Оперу поставил Макс Штегеман, премьера состоялась в лейпцигском театре «Штадттеатр» 27 ноября 1896 года, всего были даны семь представлений. Публика отнеслась к постановке доброжелательно, в финале устроила овацию; сенсации опера не произвела, однако газеты уже тогда отметили «сильный, своеобразный талант» автора. Первый успех омрачило сообщение о неожиданной смерти 18-летней любимой сестры Маришки. «Кукушку» позднее ставили, также с умеренным успехом, в Вене и Кёнигсберге, а в Будапеште опера заслужила личное одобрение императора Франца-Иосифа. Впоследствии Легар предложил новую редакцию этой оперы под названием «Татьяна» (1905), но большого успеха не добился и на этот раз.
После «Кукушки» Легар полтора года служил в оркестре 87-го полка (сначала Триест, затем всё та же Пула). В 1898 году в Будапеште умер отец и Легар занял его место, став капельмейстером 3-го боснийско-герцеговинского пехотного полка австро-венгерской армии. В 1899 году Легар добился перевода в 26-й пехотный полк, расположенный в Вене, оговорив в контракте, что если полк покинет Вену, то Легар не будет обязан его сопровождать. В эти годы Легар продолжал сочинение вальсов, полек и маршей. Некоторые из них, например, Gold und Silber (Золото и серебро, 1899), который Легар написал для карнавала Паулины Меттерних, стали очень популярными и исполняются по сей день. Вскоре Вена оценила Легара, он становится известным композитором и музыкантом.
В течение немногим более года (август 1898 — декабрь 1899) ушли из жизни сразу три классика венской оперетты — Карл Целлер, Иоганн Штраус и Карл Миллёкер. Популярнейший жанр переживал кризис, и музыкальные театры Вены искали новых талантливых авторов. В 1901 году Легар предпринял две попытки сочинить оперетту; оба наброска остались незаконченными; несколько удачных номеров Легар позже использовал в оперетте «Венские женщины». Когда музыка Легара к нескольким театральным спектаклям получила известность, он вышел в отставку из армии (1902) и был приглашён дирижёром в знаменитый венский театр «Ан дер Вин», в оркестре которого когда-то, до призыва в армию (1857 год), работал его отец.

### Первые оперетты (1902—1904)

Театр «Ан дер Вин», зрительный зал

Немедленно после перехода в «Ан дер Вин» Легар получил сразу два заказа — из «Карлтеатра» на оперетту «Решетник» и от своего театра, «Ан дер Вин», на оперетту «Венские женщины». Первой состоялась премьера вполне традиционной по сюжету оперетты «Венские женщины» в «Ан дер Вин» (21 ноября 1902 года), в главной роли выступил знаменитый Александр Жирарди. Приём был восторженным, оперетта с успехом шла позднее в Берлине и Лейпциге, а в Будапеште она ставилась под названием «Будапештские женщины».
Месяц спустя (20 декабря 1902 года) успех Легара закрепил триумф «Решетника» в Карлтеатре (немецкое название этой оперетты Rastelbinder переводилось на русский также как Лудильщик или Щёточник). Либретто написал Виктор Леон, драматург и главный режиссёр Карлтеатра, главные персонажи — словаки Янку и Суза, а также еврейский мудрец и шутник Вольф Бер Пфефферкорн. Мелодика оперетты соединяет славянские и австрийские мотивы (у Пфефферкорна — также и еврейские). В роли Сузы выступила 23-летняя Мицци Гюнтер, будущая звезда «Весёлой вдовы». Венские критики встретили новаторский по сюжету и по музыке спектакль прохладно — по их мнению, оперетта «фальшиво сентиментальна», а славянская музыка, вдохновлявшая автора, была признана «чуждым Вене, неприятным и отталкивающим элементом». Тем не менее оперетта выдержала 225 представлений подряд, почти все номера приходилось повторять на «бис». Зрители оценили искреннюю лиричность музыки, красочность фольклорных славянских мотивов, превосходную оркестровку. Спектакль оставался в активе театра до лета 1920 года, выдержав около 500 представлений. Ставили «Решетник» также в Петербурге (1907, под названием «Вольф Пфефферкорн») и Нью-Йорке (1909).
Две следующие оперетты Легара — фарсовый «Божественный супруг» (1903) и «Шуточная свадьба» (1904) имели посредственный успех. «Божественный супруг» стал первой опереттой Легара, поставленной в России (1905, под названием «Шалости богов»).
Уже первые оперетты Легара показали отличия авторского стиля от устоявшихся стандартов. В отличие от Франца Зуппе, Иоганна Штрауса и других основоположников венской оперетты, музыка Легара, кроме обычной своей эстетической роли, раскрывала и психологию персонажей, что позволяло глубже мотивировать их поступки и отношения. До Легара драматический психологизм в театральной музыке был характерен скорее для оперы. Биограф Легара Мария Петеани пишет: «Он мог поставить себя на место каждого, в любые ситуации, настроения, ландшафты, проникнуть до конца в каждую душу… Таково свойство его природы». Нельзя не упомянуть о виртуозной оркестровке, которую Легар неизменно осуществлял лично. Чтобы глубже раскрыть тему, он охотно использовал непривычные для театра музыкальные инструменты (арфа, челеста, гитара, тамбурин, цимбалы и другие)
В 1903 году Легар, отдыхая в Бад-Ишле, встретил 25-летнюю Софи Пашкис (Sophie Paschkis, 1878—1947), бывшую тогда замужем и носившую фамилию Мет (Meth). Вскоре они вступили в гражданский брак и больше не расставались. Бракоразводный процесс Софи продолжался ещё много лет, так как до распада католической Австро-Венгрии оформить там развод было практически невозможно.

### «Весёлая вдова» и «Граф Люксембург» (1905—1909)
Мировую славу Легару принесла представленная 30 декабря 1905 года в «Ан дер Вин» оперетта «Весёлая вдова». Либретто написали Виктор Леон и Лео Штейн, переработавшие сюжет остроумной комедии Анри Мельяка «Атташе из посольства». Первоначально музыку «Весёлой вдовы» поручили написать другому композитору, 55-летнему Рихарду Хойбергеру, однако представленное им первое действие было признано неудовлетворительным, и контракт был передан Легару. Однако и с его вариантом возникли проблемы. Позже Легар вспоминал:

Прослушав только первые такты моей музыки, директора театра Карчаг и Вальнер заткнули уши и закричали:
— Это ужасно! Это не музыка! Это призрак банкротства! Эти музыкальные новшества у нас успеха иметь не могут! Где тут Вена? Поющая, смеющаяся, чувствительная Вена, которую хотят увидеть и услышать наши зрители в каждой оперетте?
Я сидел, как на угольях. «Наверно, они правы, — думал я. — Они старые практики, а я неопытный дилетант».
Директора заявили, что нужно вернуть Хойбергера, у него трезвая голова, он не будет делать ненужных экспериментов, или пускай пригласят другого композитора, например, Рейнхардта или Хельмесбергера. Но Виктор Леон был твёрд.
— Как вы не понимаете, — сказал он, — что оперетта с этой музыкой будет самой большой удачей в вашей антрепренёрской жизни?

Ганна (Мицци Гюнтер) и Данило (Луи Тройман) в «Весёлой вдове»

Настаивали на том, чтобы Легар продолжал работу над опереттой, и будущие исполнители главных ролей — Мицци Гюнтер и Луи Тройман. Все актёры согласились репетировать после представлений, по ночам. Оплачивать декорации и костюмы дирекция отказалась. Директора продолжали сомневаться в успехе и даже предложили Легару 5000 крон, если тот откажется от контракта. Легар чуть не согласился на условия дирекции, однако Гюнтер отговорила его. На всякий случай театральных критиков на генеральную репетицию не пустили.
Премьера оперетты состоялась в «Ан дер Вин» 30 декабря 1905 года, дирижировал сам Легар. Успех был грандиозным. Зрители вызывали на «бис» многие номера, главный лирический вальс бисировали трижды, а в финале устроили шумную нескончаемую овацию. Аншлаги спектакля имели место на протяжении всего 1906 года, оперетту спешно ставили по всему миру: Гамбург, Берлин, Будапешт, Париж, Милан, Лондон, Мадрид… «Весёлую вдову» ставят в России (девять городов за два года), в США, Аргентине, даже в Цейлоне и в Японии. Многие критики и ценители сравнивали музыку Легара начала 1900-х с лучшими творениями Пуччини, хвалили композитора за удачное сочетание венского стиля «со славянской меланхолией и французской пикантностью». Писатель Феликс Зальтен заявил: «Легар — мастер не столько венский, сколько — вообще — современный».

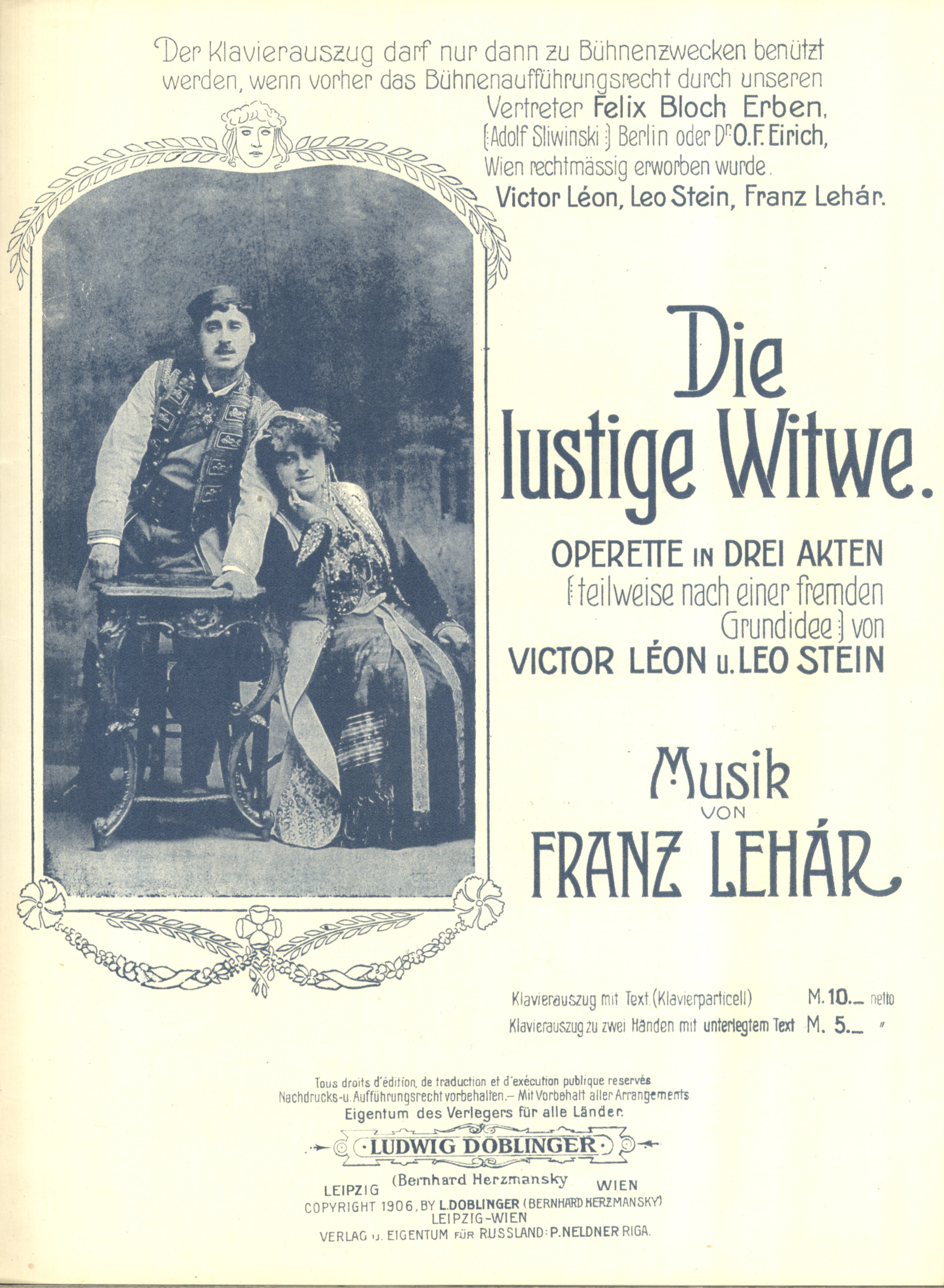
Клавир «Весёлой вдовы» (1906)

«Весёлую вдову» даже по сравнению с другими опереттами Легара отличает исключительная цельность — многоплановое остроумие динамичного сюжета продуманно сочетается с настроением и расстановкой музыкальных номеров (включая даже танцы), психологической глубиной музыкальных характеристик персонажей и ситуаций. В этой оперетте по-прежнему видное место занимают славянские мотивы — например, песня о Виле, черногорские танцы, хоровод «коло». Сам Легар позднее пояснил:
С «Весёлой вдовой» я нашёл свой стиль, к которому стремился в предыдущих произведениях… Я думаю, что шутливая оперетта не представляет интереса для сегодняшней публики… Автором музыкальных комедий я не мог бы быть никогда. Моя цель — облагородить оперетту. Зритель должен переживать, а не смотреть и слушать откровенные глупости…
Реализация этой программы началась не сразу. Летом 1906 года в доме сына умерла мать Легара, Христина Нойбрандт. В этом и следующем году Легар написал два рядовых одноактных водевиля, а в 1908 году — оперетты «Троеженец» и «Княжеское дитя», имевшие небольшой успех. В этот период венская оперетта переживала возрождение, начали появляться работы таких мастеров, как Лео Фалль, Оскар Штраус и Имре Кальман.
12 ноября 1909 года появился ещё один шедевр Легара: оперетта «Граф Люксембург», законченная всего за три месяца. Сюжет либретто был вполне традиционным (переделан из старой оперетты Иоганна Штрауса «Богиня разума»), но обаяние проникновенной музыки Легара, то искренне-драматичной, то жизнерадостно-озорной, позволило этой оперетте почти повторить успех «Весёлой вдовы». После триумфальной премьеры в «Ан дер Вин» последовали 300 спектаклей подряд, спустя несколько месяцев оперетта с феерическим успехом шла в Петербурге (первая зарубежная постановка), Берлине, Риме и Лондоне, а в 1910 году в Германии по ней был даже снят немой фильм. Лондонским оркестром дирижировал специально приехавший Легар, в антракте композитора посетил британский король Георг V. Действие оперетты происходит во Франции; несколько персонажей — русские, среди их реплик есть даже русские фразы (записанные латиницей). Соответственно в музыке вновь возникают славянские темы, особенно заметные в польке-дуэте Жюльетты и князя, а также в куплетах графини Кокоцовой (добавлены в 1937 году).
Первые оперетты Легара положили начало так называемой «неовенской оперетте», форма которой впоследствии была выкристаллизована Кальманом. В основе всегда лежал серьёзный конфликт интересов, но счастливый финал был обязателен. Действие представляло собой смену лирических и комических эпизодов; герои, с характерами интересными и разнообразными, имели тем не менее каждый определённое амплуа. Легар ввёл танец, никогда прежде не имевший такого значения в оперетте; запоминающиеся мелодии, моментально становившиеся популярными. В опереттах Легара появилась и сформировалась так называемая «каскадная пара» — субретка и простак, надолго ставшая визитной карточкой жанра. Однако сам Легар не останавливался на достигнутом — последующие годы он посвятил новым поискам.

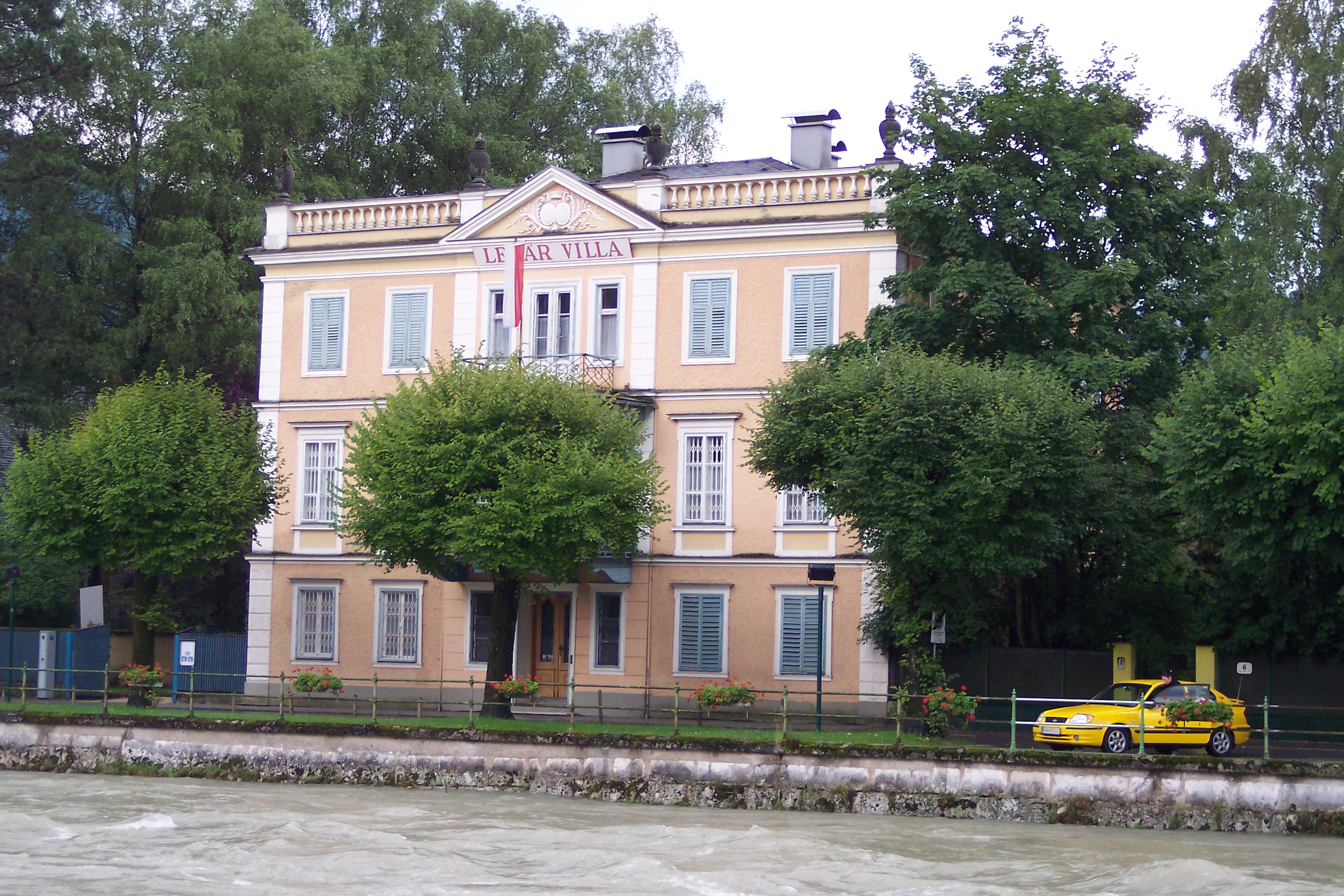
Музей «Вилла Легара» в Бад-Ишле

Триумф легаровских оперетт принёс их автору устойчивое материальное благополучие. В 1910 году Легар купил роскошный дом в Вене (Теобальдгассе, 16, Софи поселилась в доме неподалёку). Ещё раньше Легар обзавёлся домом в Бад-Ишле для матери, а после её смерти (1906) подолгу жил там сам. В 1912 году он купил в Бад-Ишле на набережной трёхэтажный дом, известный теперь как «вилла Легара». Дома они с Софи завели настоящий зоопарк, там жили ангорская кошка, щенок Ю-Ю, белки, канарейки, попугаи, аквариумные рыбки, черепаха.

### Поиски нового жанра (1910—1918)

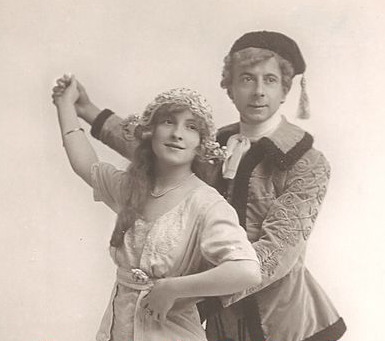
Английская постановка «Цыганской любви» (1913)

Первой у Легара попыткой соединить оперетту с серьёзным драматическим сюжетом стала «Цыганская любовь» (1910, «Карлтеатр»), работа над которой шла одновременно с «Графом Люксембург». Она открыла серию произведений, которые позже критики шутливо назвали «легариадами», а сам Легар — романтическими опереттами. Здесь всё было вызывающе нешаблонно — и музыка, больше похожая на оперную, и драматизм сюжета, и (нередко) отсутствие традиционного счастливого финала. В этих опереттах нет героев и злодеев, каждый прав по-своему. Легар поставил себе цель своей музыкой способствовать созданию у слушателей устойчивой душевной гармонии, он мечтал об «опереточной расе» счастливых и радостных людей.
Музыкальные номера в «Цыганской любви» существуют не отдельно друг от друга, но образуют целостное, непрерывно развивающееся музыкально-драматическое действие. Проявив незаурядный талант драматурга, Легар лично редактировал клавир и либретто, расписывая подробности театрального действия, сочетания музыкальных и психологических особенностей отдельных сцен спектакля. А. Владимирская характеризует это сочинение как «по многозначности и сложности идеи, пожалуй, не знающее себе равных в истории оперетты». Музыка оперетты чрезвычайно эмоциональна. Основой мелодики «Цыганской любви» на этот раз стали венгерские фольклорные мотивы; Легар «выявил сполна венгерскую сторону своей музыкальной натуры». Легар вообще создавал музыку всегда для конкретного эпизода, добиваясь их эстетического взаимоусиления; он практически никогда не использовал не пригодившиеся ранее или «заготовленные впрок» темы.
Далее Легар с переменным успехом продолжил эту линию. После «Цыганской любви» международную популярность завоевала оперетта «Ева» (1911) с «роскошной музыкой» и невнятным сюжетом. В следующем, 1912 году Легар посетил Россию, чтобы участвовать как дирижёр в петербургской премьере «Евы» (28—31 января, в «Пассаже»). В Москве и Петербурге Легар встречался со многими театральными деятелями России, говорил о своём желании написать ещё одну «русскую» оперетту и выучил для публики русское слово «спасибо». Его много лет приглашали приехать в США, но это турне так никогда и не состоялось.
Следующая оперетта «Наконец одни» (1914) была принята хорошо; позже она была переделана и ныне известна под названием «Как чуден мир» (1930). Оперетта известна своим вальсом, а её музыку сравнивали с симфонизмом Вагнера и называли «альпийской симфонией».
Летом 1914 года в Вену (на премьеру своей оперы «Девушка с Запада») приехал Пуччини и потребовал познакомить его с Легаром, с которым его часто сравнивали. Их зародившаяся дружба была прервана началом войны.

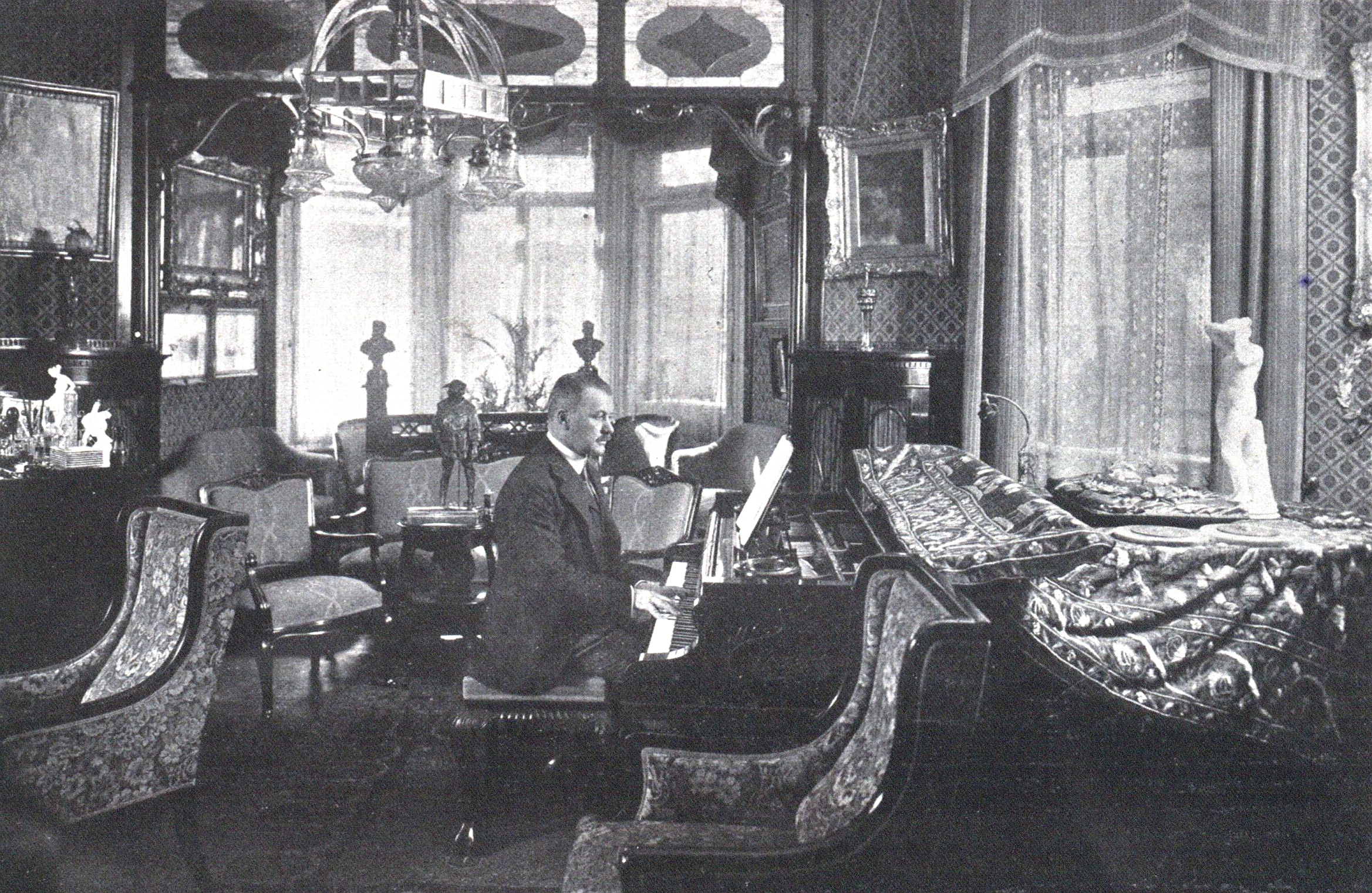
Легар в своём венском кабинете, 1918 год

Легар, захваченный общим милитаристским подъёмом, написал несколько патриотических песен и маршей, устраивал концерты для раненых солдат. Тяжело ранен на русском фронте брат Антон. Франц сутками дежурил в полевом госпитале у его постели; Антон выжил, вернулся на фронт, закончил войну полковником и бароном, вскоре стал генерал-майором.
Театры оперетты, несмотря на войну, возобновили свою работу в 1915 году; ошеломляющий успех имела оперетта Кальмана «Княгиня чардаша» («Сильва»), которую (как, впрочем, и оперетты Легара) ставили даже на другой стороне фронта, в России. У Легара в эти годы появилась лишь малоудачная оперетта «Звездочёт», которую позже он дважды переделывал («Танец стрекоз» в 1922 году, «Жиголетта» в 1926 году), но безрезультатно — от этой оперетты осталось только знаменитое «танго Жиголетты».
Лишь в 1918 году Легар добился нового успеха, создав свою «самую венгерскую» оперетту «Там, где жаворонок поёт» с напряжённо-драматическим сюжетом. Премьера оперетты, вопреки обыкновению, прошла сначала не в Вене, а в Будапеште, 1 февраля 1918 года. В обеих постановках дирижировал сам Легар, и оба спектакля имели огромный успех. В России оперетту впервые поставил петроградский Малый оперный театр в 1923 году. Восторженный отзыв о нежной и грустной музыке «Там, где жаворонок поёт» дал Пуччини, посетивший Легара в 1920 году. Он писал Легару из Италии:

Милый маэстро! Я не могу сказать, как я счастлив, что мог узнать Вас близко и восхищаться Вашей человеческой добротой так же, как мелодиями Вашей всемирно известной музыки… Почувствуйте дружеское рукопожатие Вашего друга — Пуччини.

Неожиданная смерть Пуччини в 1924 году положила конец их переписке.

### «Легариады» (1918—1934)
По окончании войны, когда Австро-Венгрия распалась, Легар решил остаться в Вене. В 1921 году он обдумывал возможность написать оперетту на сюжет комедии Бернарда Шоу «Пигмалион», однако Шоу, раздражённый бесцеремонной переделкой своей пьесы «Оружие и человек» в оперетту «Шоколадный солдатик» (Оскар Штраус, 1908), не дал разрешения.
В послевоенные годы Легар продолжает отход от канонов неовенской оперетты и поиски новых форм для романтической музыкальной драмы. Следующая его оперетта, «Голубая мазурка» (1920), где он вновь вернулся к славянской мелодике, заслужила международный успех; заодно зрители и критики чествовали 50-летие Легара и называли его «самым великим австрийцем в мире». В марте оперетту поставили в Берлине, немецкий критик отметил: «Необыкновенный по силе талант Легара, который так резко отличает его от многих конкурентов, не вознёс его над опереттой… он остаётся при оперетте, невзначай разрушив её стиль».
Первая постановка оперетты Легара в Советской России состоялась в 1921 году — Петроградский театр музкомедии, оперетта «Звездочёт», режиссёр Николай Евреинов. В 1923 году большой успех имела в России «Голубая мазурка».
Следующая оперетта, «Королева танго» (переделка «Божественного супруга», 1921), не нашла отклика у зрителей. «Фраскита» (1922) была также принята прохладно, хотя знаменитый романс Армана из этой оперетты стал популярным. Немного лучше была принята экзотическая «Желтая кофта» (1923), будущая «Страна улыбок», для которой Легар специально изучил и воплотил китайскую мелодику.
С 1921 года Легар начал сотрудничество с ведущим тенором, «австрийским Карузо», Рихардом Таубером, специально для которого писал лирические арии, так называемые Tauberlied. Среди этих арий — знаменитая «мелодия века» «Dein ist mein ganzes Herz» (в русском переводе «Звуки твоих речей») из оперетты «Страна улыбок», которую охотно исполняют и в наши дни лучшие теноры мира. Чтобы работать с Легаром, Таубер отказался от оперной карьеры и полностью посвятил себя оперетте. Только его участие помогло продержаться сложной в исполнении «Фраските» (сто представлений в 1923 году); по примеру Ан дер Вин и другие театры мира стали приглашать в оперетты Легара оперных певцов.
В 1923 году формальности развода Софи были завершены, и Легар наконец смог оформить брак с ней. В этом же году он начал работу над одной из лучших своих романтических оперетт — «Паганини». Партия Паганини была специально рассчитана на Таубера. Премьера в Вене прошла в 1925 году с посредственным успехом, но берлинская постановка 1926 года с Таубером стала триумфальной (сто аншлагов). С этого момента (1925—1933 годы) все премьерные постановки оперетт Легара (кроме «Джудитты») осуществляются не в Вене, а в Берлине, венская публика предпочитает стиль Кальмана.
В 1924 году вышла в свет первая подробная монография «Франц Легар», автором которой стал венский музыкальный критик Эрнст Дэчей (Ernst Décsey). Легар прокомментировал эту книгу с добродушной иронией:

Нам нужен биограф, человек, который берёт на себя труд объяснить нам — нас! Теперь, конечно, я знаю, что за тип этот Франц Легар, почему у меня сверкает оркестр, почему были женщины, несчастные, обречённые на молчание женщины, которые меня ценили, и чьим молчаливым чувствам я дал голос в Легар-вальсах. Я вижу из книги, что мои жизненные приключения уже являются опереттой или фильмом. Боже мои, я удивляюсь, сколько всего произошло! Сколько огня, сколько золы…

Второе, дополненное издание книги Дэчея появилось в 1930 году (к 60-летнему юбилею Легара), одновременно с книгой воспоминаний Антона Легара, брата композитора. При жизни Легара были опубликованы около десятка детальных исследований его жизни и творчества; позже такие исследования выходили в Австрии, Венгрии, Германии, России, Румынии, Швейцарии, Великобритании, Франции, США, Италии и др.

Рита Георг и Рихард Таубер в оперетте «Царевич»

В 1927 году Легар вернулся к русской тематике и написал оперетту «Царевич» с печальной и трогательной историей любви царевича Алексея и танцовщицы Сони. Лейтмотивом музыки служит трагическая «Волжская песня» (Volgalied), которую включали позже в свой репертуар Николай Гедда, Фриц Вундерлих, Иван Ребров и другие исполнители. Премьера в Берлине вновь имела триумфальный успех.
Хорошо была принята в 1928 году и следующая оперетта, «Фридерика», главный персонаж которой — молодой Гёте. На берлинской премьере присутствовала элита Веймарской республики, в том числе Альберт Эйнштейн и Генрих Манн. Публика бисировала чуть ли не все номера, оперетта обошла сцены многих стран. В 1929 году появилась и также имела огромный успех «Страна улыбок», дополненная новая редакция «Жёлтой кофты». По опереттам Легара практически ежегодно начали ставить кинофильмы, первоначально немые, а после 1929 года уже с музыкой. Первым звуковым фильмом-экранизацией Легара стала «Фраскита» (1934, режиссёр Карел Ламач), она же стала первой опереттой, переданной по радио (Берлин, 1926). Легар также написал музыку к трём кинофильмам: «Большой аттракцион» (1931), «Венский роман» (1931) и «Великая княгиня Александра» (1933).
В ноябре 1929 года только в Берлине в семи театрах шли девять оперетт Легара, в Европе на Рождество число постановок превысило 500. 30 апреля 1930 года вся Европа отмечала 60-летие Легара. Это был апогей его всемирной славы. Повсеместно по всей Австрии, в театрах и по радио, с 8 до 9 часов вечера в знак признания заслуг композитора исполнялась только его музыка. Весной 1931 года Легар покинул Берлин и вернулся в Вену.
Последней опереттой Легара стала вполне успешная «Джудитта» (1934), поставленная в Венском оперном театре и в самом деле близкая к оперному музыкальному стилю. Это «самое трагичное из созданий Легара» автор оценивал выше всех других. Затем Легар отошёл от композиции и занялся дирижированием и издательским делом (ещё в 1923 году он основал музыкальное издательство «Glocken-Verlag»).
В советских театрах в 1930-е годы оперетты Легара ставили много и охотно, при этом их либретто подвергалось тенденциозной переделке в духе идеологической вульгаризации. Последней предвоенной постановкой стала «Паганини» (Свердловск, март 1941 года). Легар послал свердловскому театру приветственную телеграмму: «Несказанно рад, что моё любимое и многими театрами отвергнутое детище увидело свет рампы в неизвестном мне далёком городе». В годы войны (1941—1945) спектакли Легара в СССР не разрешались, сразу после войны они возобновились, также с большими искажениями. Например, в единственной разрешённой в СССР постановке «Джудитты» (1965 год, Петрозаводск) героиня стала борцом против колониализма в Африке.

### Последние годы (1934—1948)

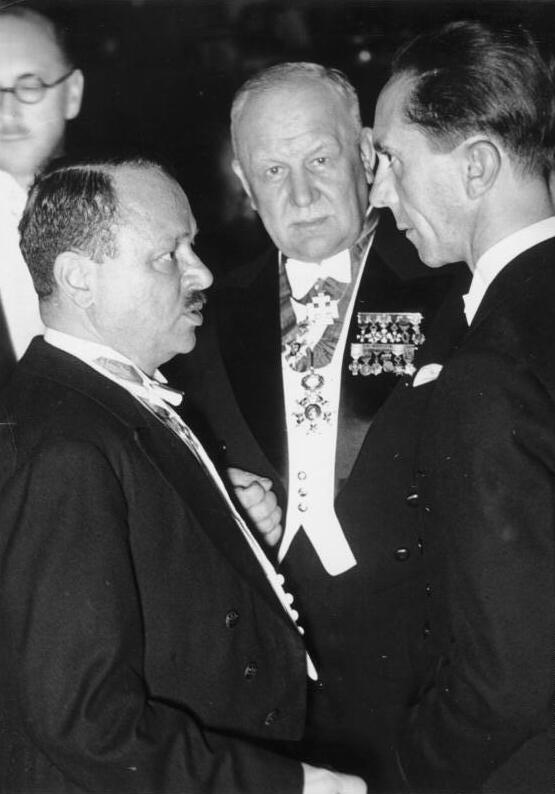
Геббельс (справа) даёт указания композиторам (1936). В центре — Легар, слева — музыкальный издатель Бернхард Герцмански (который два года спустя попадёт в концлагерь Дахау). Фотография из Федерального архива Германии

30 ноября 1936 года спектакль «Царевич» в берлинском театре «Ноллендорфплатц», где дирижировал Легар, посетили Гитлер и Геббельс. Дневники Геббельса отразили невероятный факт: оба высших нациста приветствовали еврейку Софи Легар и поцеловали ей руку.
После нацистской оккупации Австрии (март 1938) 68-летний Легар остался в Вене. Он не подвергся репрессиям, некоторые нацистские лидеры высоко ценили его музыку, а брат Геринга Альберт лично ему покровительствовал. Благодаря огромной популярности его музыки Легару удалось спасти свою жену-еврейку — 2 июля 1938 года Софи был предоставлен (по протекции то ли Альберта Геринга, то ли Геббельса) статус Ehrenarierin — «почётной арийки». Однако легаровский либреттист Фриц Лёнер-Беда и премьерные исполнители Луи Тройман, Фриц Грюнбаум и Грета Хольм погибли в концлагерях. Многие из близких друзей, включая Таубера и Кальмана, были вынуждены эмигрировать. Из предосторожности в ноябре 1938 года, после «Хрустальной ночи», Легар переселился в Бад-Ишль. Звание почётной арийки не освобождало Софи от обязанности регулярно отмечаться в полиции и описать своё имущество как еврейское. Однажды гестапо попыталось её арестовать, и Легару пришлось спасать жену с помощью местного гауляйтера. С тех пор Софи всегда носила с собой пузырёк с ядом.
В 1940 году Легар получил ряд новых наград и почестей к 70-летию. Понятно, что оперетты Легара совершенно не соответствовали нацистским стандартам — в них участвовали как положительные персонажи евреи («Решетник», «Розеншток и Эдельвейс»), цыгане («Цыганская любовь», «Фраскита»), русские («Кукушка», «Царевич»), китайцы («Страна улыбок»), поляки («Голубая мазурка»). Поэтому оперетты Легара шли в оккупированной нацистами Европе в переделанном виде и без упоминания фамилий еврейских авторов либретто. Например, «Цыганская любовь» была очищена от цыганских персонажей и поставлена в 1943 году в Будапеште под названием «Бродячий студент» (Garabonciás diák).

Имре Кальман возлагает венок на могилу Легара, 1949

В начале апреля 1945 года Легар в освобождённой Вене встретил советских солдат, которые собрали для него вещмешок с запасом консервов, муки, сала, хлеба и сахара. Своё 75-летие (30 апреля 1945 года) Легар отметил в Бад-Ишле (попавшем в американскую зону оккупации Австрии) в обществе американских солдат, сапёров из Rainbow Division, просивших у него автографы.
В ходе последовавшей в Германии и Австрии кампании денацификации проверке подверглась и деятельность Легара. Он никогда не выражал поддержки нацистской идеологии и политике, жил «над схваткой», однако его упрекали за несколько эпизодов. 20 апреля 1938 года Легар по «дружескому совету» государственного секретаря Вальтера Функа послал Гитлеру раритетную программу «Весёлой вдовы» 1906 года с нотной записью начала вальса. В 1940 году Гитлер подписал указ о награждении Легара к 70-летию «медалью Гёте». 14 марта 1947 года Легару пришлось сделать официальное заявление с разъяснениями.
23 января 1946 года Легар и Софи уехали в Швейцарию лечиться и провели два года в Цюрихе. В мае 1947 сюда приехал Таубер, они вместе строили планы новых постановок и записей. В августе Таубера пригласили в Лондон, и друзья расстались — как оказалось, навсегда (Таубер умер полгода спустя). Семь лет нацистского террора не прошли бесследно для Софи; 1 сентября 1947 года у неё отказало сердце. На помощь Легару приехала из Будапешта сестра Эмми, недавно овдовевшая.
Легар, чьё здоровье сильно пошатнулось, вернулся в свой дом в Бад-Ишле, где составил завещание и вскоре умер (24 октября 1948 года), пережив жену всего на год. Могила его находится там же, рядом с могилой матери Христины. В день похорон Легара по всей Австрии были вывешены траурные флаги. Над могилой, как того пожелал сам композитор, прозвучала «Волжская песня» (Wolgalied) из оперетты «Царевич».
Свой дом в Бад-Ишле Легар завещал городу; там сейчас музей Франца Легара. В своём завещании Легар запретил неавторизованные переделки своих произведений — они должны исполняться в том виде, в каком были написаны.

## Оценки и память
Легар не имеет ни прямых предшественников, ни преемников. Либреттист Пауль Кнеплер утверждал: «Существуют три вида музыкальной драмы: опера, оперетта и Легар». Музыку Легара высоко ценили такие известные композиторы, как Джакомо Пуччини, Сергей Рахманинов, Александр Глазунов и Арнольд Шёнберг.
Л. З. Трауберг в своей книге об оперетте выражает мнение, что лучшие произведения Легара — это вершина мировой музыки; в его опереттах «музыка звучит высокой поэзией, и поэтика насквозь пронизана музыкальным ощущением жизни». Искусствовед А. Г. Колесников пишет:

Вопреки политическим катаклизмам и бурной смене стилей в мировом музыкальном театре, Легар на протяжении более столетия остаётся главным триумфатором жанра. Оперетта в его понимании оказалась ёмкой театральной формой для воплощения гуманистических ценностей человечества именно в тот кризисный период, когда они или отвергались, или подвергались деструкции, испытывая давление новых художественно-идеологических течений.

В честь Легара названы:
- театр[нем.] в Бад-Ишле (Kreuzplatz, дом 16);
- улицы в Комарно и в других городах Австрии, Германии и Голландии;
- ежегодный международный фестиваль оперетты в Комарно (англ. Lehar Days)[99];
- астероид 85317 Lehár (открыт в 1995 году).

Он — почётный гражданин городов Вена, Шопрон и Бад-Ишль. В городском парке Вены (Stadtpark) поставлен памятник Легару. В Вене есть и его музей-квартира (Вена 19, Хакхофергассе 18).
Оперетты Легара стали мировой классикой и неоднократно экранизировались в разных странах. В Бад-Ишле регулярно проводятся памятные мероприятия, посвящённые композитору — например, в 1978 году состоялся легаровский научный конгресс, в 1998 был организован гала-концерт с участием крупнейших оперных знаменитостей.

Легар изображен на венгерской почтовой марке 1970 года.

Памятники Легару
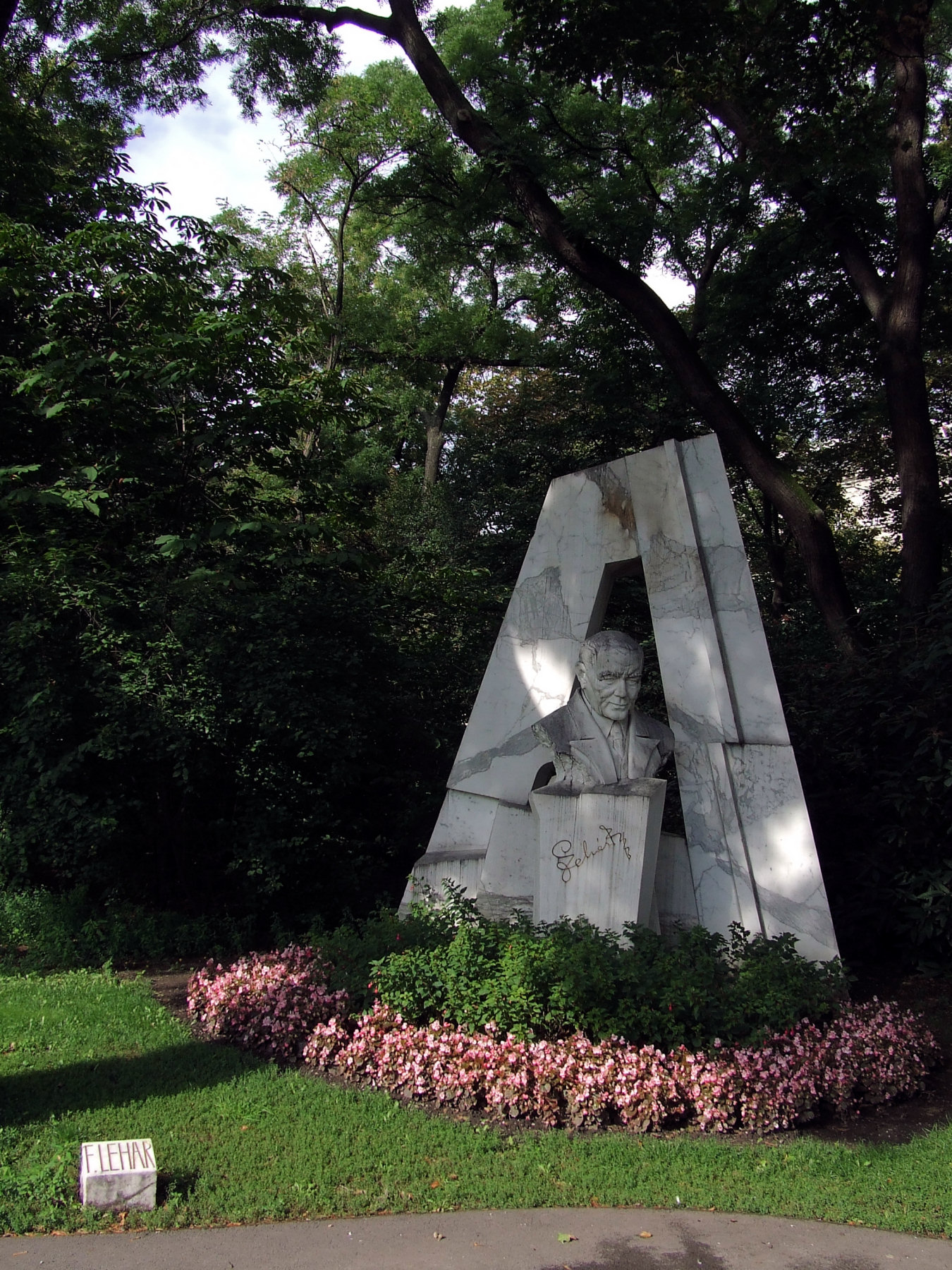
Вена
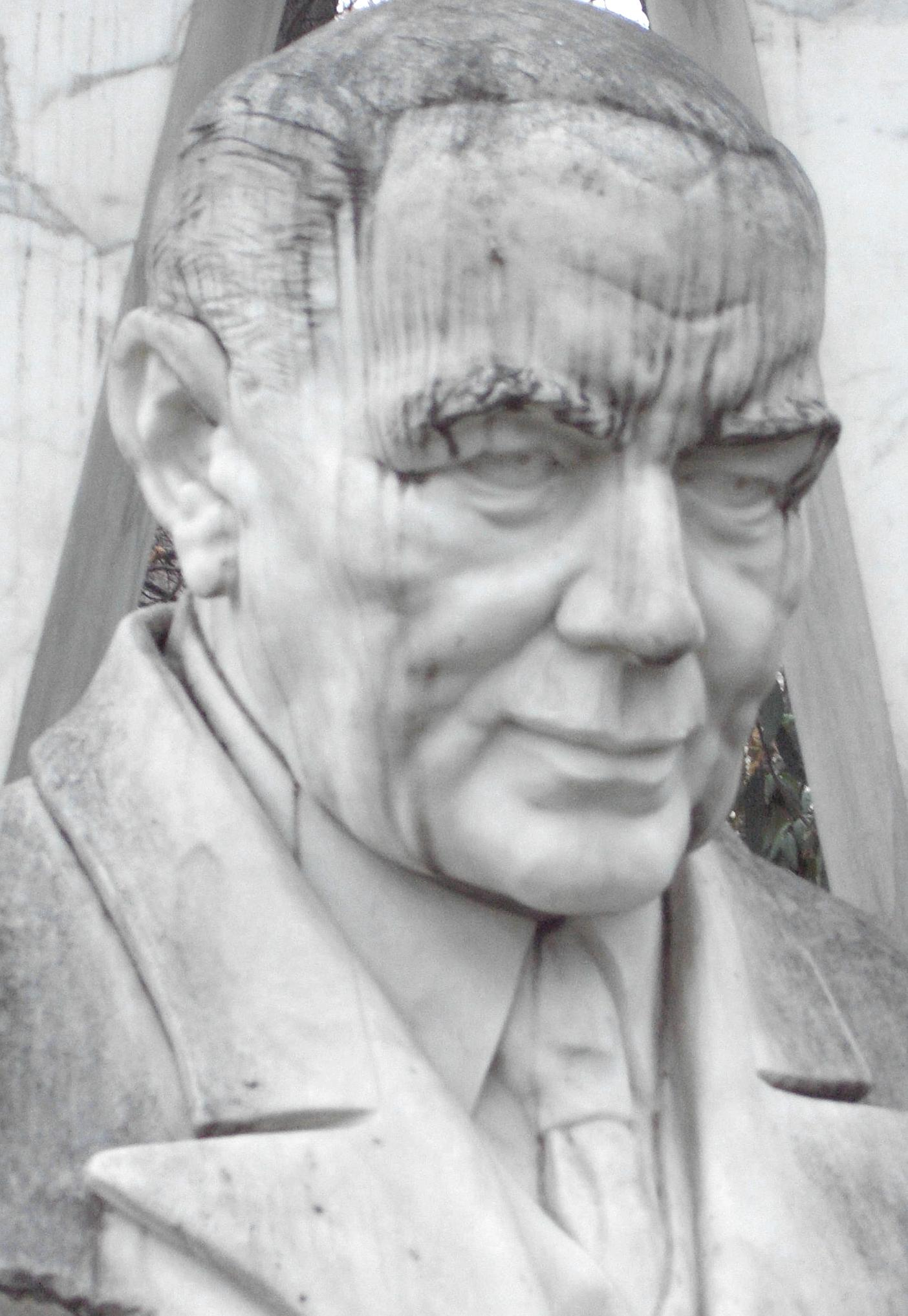
Памятник Легару в Вене (деталь)
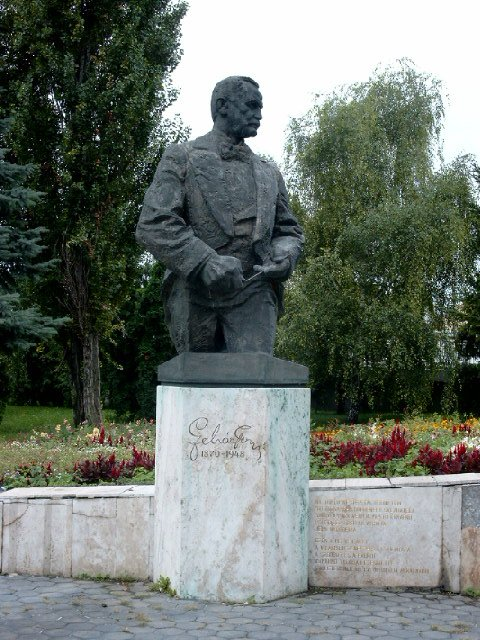
Комарно
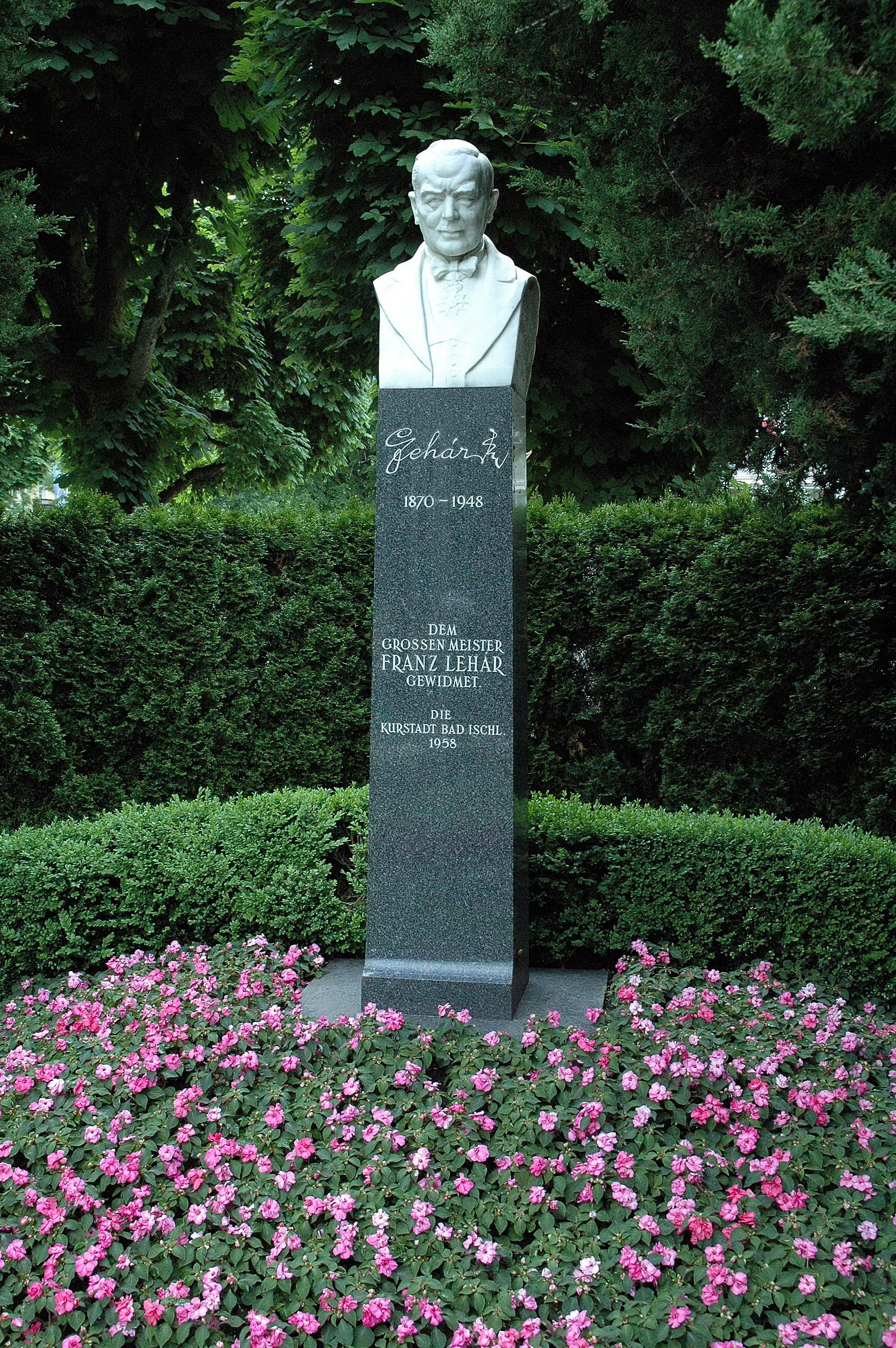
Бад-Ишль
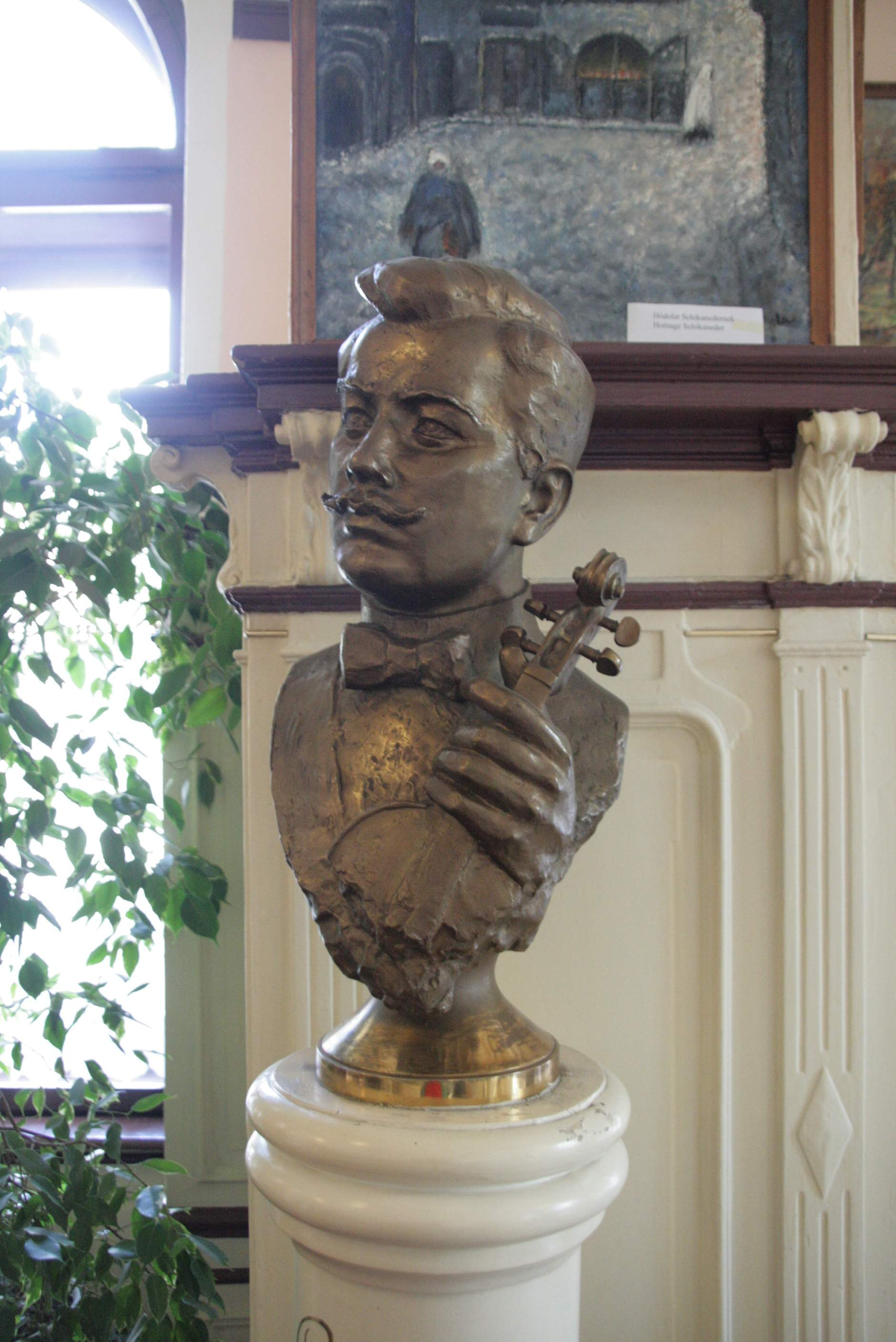
Лученец

### Современная полемика на тему «Легар и Третий рейх»
В период войны обструкции в отношении Легара не было, например, в Нью-Йорке в военном 1943 году с успехом шла «Весёлая вдова», в США и Великобритании свободно распространялись записи и фильмы с музыкой Легара. Легар сохранил до конца жизни венгерское гражданство. После войны взаимоотношения Легара с нацистскими властями стали предметом исследований и продолжают обсуждаться в наши дни. Ряд авторов обвинили композитора в нескольких актах сотрудничества с нацистским режимом.
Немецкий музыковед Стефан Фрей (Stefan Frey) в 1999 году опубликовал книгу «Что вы скажете на этот успех: Франц Легар и лёгкая музыка XX века». В ней упоминается следующий эпизод: в 1934 году, перед премьерой «Джудитты», Легар, по совету журналиста Гезы Херцога, попытался посвятить эту оперетту Бенито Муссолини (тот, правда, сразу возмущённо отказался). А. Г. Колесников не склонен придавать большое значение этому эпизоду — в 1934 году Муссолини воспринимался иначе, чем позднее, после вторжения в Эфиопию и заключения союза с Гитлером.
Голландский журналист Йохан Босвельд (Johan Bosveld) опубликовал книгу «Композитор Гитлера» (нидерл. Componist van Hitler: Franz Lehar, operette en ontkenning in Wenen). В ней, кроме уже упомянутых выше обвинений, отмечается обнаруженный донос группенфюреру СС Хансу Хинкелю от 1938 года на еврея Артура Гутмана (Arthur Guthmann), с которым Легар судился по поводу компрометирующих фотографий Софи, и на его адвоката Макса Айтельберга (Max Eitelberg), после чего те были отправлены в концлагеря, где и были убиты (Гутман в ноябре 1941 под Минском, а Айтельберг — в Каунасе). В книге Босвельда упоминается также концертное выступление Легара в оккупированном Париже в 1941 году. Иногда встречается вопрос — почему Легар не попытался помочь арестованным друзьям-евреям? А. Г. Колесников считает эти вопросы наивными, внеисторичными и вызванными плохим знанием условий жизни в тоталитарном государстве; кроме того, нельзя забывать, что Легар опасался репрессий в отношении своей жены. В некоторых источниках сообщается, что одну попытку помочь другу, либреттисту Лёхнер-Беде, Легар всё же предпринял, но без всякого успеха; в других источниках эта версия опровергается.

## Творчество

### Список оперетт
Смотри более подробно: Список оперетт и опер Легара.
Отличительной чертой легаровской музыки является искренний, романтический лиризм, виртуозное мелодическое богатство оркестровки. Не все либретто легаровских оперетт достойны его музыки, хотя Легар немало экспериментировал в этом отношении, стремясь отойти от фарса в сторону реальной драмы и искренних чувств.
- Кукушка (Kukuschka) 27 ноября 1896, Stadtheater, Лейпциг
- Венские женщины (Wiener Frauen), 21 ноября 1902, Театр Ан дер Вин, Вена
- Решетник (Der Rastelbinder, название переводилось также как «Плетельщик корзин» или «Лудильщик»), 20 декабря 1902, Carltheater, Вена
- Божественный супруг (Der Göttergatte), 20 января 1904, Carltheater. Вена
- Шуточная свадьба (Die Juxheirat), 21 декабря 1904, Театр Ан дер Вин
- Весёлая вдова (Die lustige Witwe), 30 декабря 1905, Театр Ан дер Вин
- Троежёнец (Der Mann mit den drei Frauen), январь 1908, Театр Ан дер Вин
- Княжеское дитя (Das Fürstenkind), 7 октября 1909, Театр Иоганна Штрауса, Вена
- Граф Люксембург (Der Graf von Luxemburg), 12 ноября 1909, Театр Ан дер Вин, Вена
- Цыганская любовь (Zigeunerliebe), 8 января 1910, Carltheater, Вена
- Ева (Eva), 24 ноября 1911, Театр Ан дер Вин, Вена
- Наконец одни (Endlich allein), 30 января 1914, Театр Ан дер Вин, Вена
- Звездочёт (Der sterngucker), 1916
- Там, где жаворонок поёт (Wo die Lerche singt), 1 февраля 1918, Королевская опера, Будапешт
- Голубая мазурка (Die blaue Mazur), 28 мая 1920, Театр Ан дер Вин, Вена
- Фраскита (Frasquita), 12 мая 1922, Театр Ан дер Вин, Вена
- Танец стрекоз (Der Libellentanz), сентябрь 1922, Милан (переделка «Звездочёта»)
- Жёлтая кофта (Die gelbe Jacke), 9 февраля 1923, Театр Ан дер Вин, Вена
- Кло-Кло (Clo-clo), 8 марта 1924, Bürgertheater, Вена
- Паганини (Paganini), 30 октября 1925, Театр Иоганна Штрауса, Вена
- Царевич (Der Zarewitsch), 26 февраля 1926, Deutsches Künstlertheater, Берлин
- Жиголетта (Gigolette), 1926 (ещё одна переделка «Звездочёта»)
- Фридерика (Friederike), 4 октября 1928, театр «Метрополь», Берлин
- Страна улыбок (Das Land des Lächelns), 10 октября 1929, театр «Метрополь», Берлин (новая редакция «Жёлтой кофты»)
- Как чуден мир (Schön ist die Welt), 3 декабря 1930, театр «Метрополь», Берлин (новая редакция оперетты «Наконец одни»)
- Джудитта (Giuditta), 20 января 1934, Вена, Государственная опера

### Основные инструментальные произведения
См. более полный список (нем.).
- Фортепианные сонаты фа мажор и ре минор
- Фантазия для фортепиано (1887—1888)
- Концертино для скрипки с оркестром (1888)
- Il Guado. Симфоническая поэма для фортепиано с оркестром (1894)
- Вальс «Золото и серебро» (Gold und Silber). Opus. 79 (1902)
- Eine Vision. Meine Jugendzeit. Увертюра для оркестра (1907)
- Вальс «На сером Дунае» (An der grauen Donau) (1921)
- Венгерская фантазия. Opus. 45 для скрипки с оркестром (1935)

## Фильмография
- 1962 — «Композитор Ференц Легар» (д/ф,  СССР, режиссёр Н. Бравко)